# Football aux Jeux africains de 1965
Navigation
Lagos 1973
La première édition du tournoi de football aux Jeux africains a enregistré l’engagement de 22 pays répartis en 7 zones pour qualifier les 7 premiers qui s’ajoutent au pays organisateur.  La République du Congo (appelée alors Congo-Brazzaville), pays hôte des Jeux a réussi à obtenir le titre le plus envié des Jeux à l’issue d’une finale serrée contre le Mali. 

## Qualifications

### Zone 1
Avec le retrait du Maroc et de la Libye, le tournoi est disputé en double confrontation entre l'Algérie et la Tunisie :
| Titulaires :                                                                                   |  |
|                                                                                                |  |
| Zerga, Belloucif, Bourouba, Bouden, Melaksou, Lemoui, Youcef, Seridi, Lalmas, Mattem, Bentaher |  |
| Sélectionneur :                                                                                |  |
| Abderrahmane Ibrir                                                                             |  |

| Titulaires :                                                                                      |  |
|                                                                                                   |  |
| Kanoum, Benzerti, Dhouri, Sghaer, Habacha, Graba, Sassi, Benamar, Chetali, Zidane Charef, Djedidi |  |
| Sélectionneur :                                                                                   |  |
| André Gérard                                                                                      |  |

| Titulaires :                                                                                   |  |
|                                                                                                |  |
| Zerga, Belloucif, Bourouba, Bouden, Melaksou, Lemoui, Youcef, Seridi, Lalmas, Mattem, Bentaher |  |
| Sélectionneur :                                                                                |  |
| Abderrahmane Ibrir                                                                             |  |

| Titulaires :                                                                                      |  |
|                                                                                                   |  |
| Kanoum, Benzerti, Dhouri, Sghaer, Habacha, Graba, Sassi, Benamar, Chetali, Zidane Charef, Djedidi |  |
| Sélectionneur :                                                                                   |  |
| André Gérard                                                                                      |  |

| Titulaires :                                                                             |  |
|                                                                                          |  |
| Kanoun, Habacha, Graya, Benzerti, Lamine, Amri, Sassi, Benamor, Chetali, Moncef, Djedidi |  |
| Sélectionneur :                                                                          |  |
| André Gérard                                                                             |  |

| Titulaires : |  |
| |  |
| Nassou ( Hadjadj ), Attoui, Bourouba, Melaksou, Boudéne, Meziani, Seridi, Lalmas, Aouar ( Zidane Charef), Bendida, Bentahar · |  |
| Sélectionneur : |  |
| Abderrahmane Ibrir |  |

| Titulaires :                                                                             |  |
|                                                                                          |  |
| Kanoun, Habacha, Graya, Benzerti, Lamine, Amri, Sassi, Benamor, Chetali, Moncef, Djedidi |  |
| Sélectionneur :                                                                          |  |
| André Gérard                                                                             |  |

| Titulaires : |  |
| |  |
| Nassou ( Hadjadj ), Attoui, Bourouba, Melaksou, Boudéne, Meziani, Seridi, Lalmas, Aouar ( Zidane Charef), Bendida, Bentahar · |  |
| Sélectionneur : |  |
| Abderrahmane Ibrir |  |

### Zone 2
Retrait de la Mauritanie ce qui réduit le nombre d’équipes à 3. Le Sénégal se qualifie par tirage au sort à la finale du tournoi.
En demi-finale le Mali bat en aller et retour la Gambie et dispute la finale :
- Sénégal   (3 - 0)   Mali
- Mali   (4 - 0)   Sénégal

### Zone 3
Un tournoi entre 4 équipes est joué à Abidjan
| Rang | Équipe        | Pts | J | G | N | P | Bp | Bc | Diff |
| ---- | ------------- | --- | - | - | - | - | -- | -- | ---- |
| 1    | Côte d'Ivoire | 5   | 3 | 2 | 1 | 0 | 6  | 3  | +3   |
| 2    | Ghana         | 3   | 3 | 1 | 1 | 1 | 8  | 5  | +3   |
| 3    | Guinée        | 3   | 3 | 0 | 3 | 0 | 7  | 7  | 0    |
| 4    | Liberia       | 1   | 3 | 0 | 1 | 2 | 6  | 12 | -6   |

| 25 décembre 1964 | Côte d'Ivoire | 1 - 1 | Guinée |  |  |
|                  |               |       |        |  |  |

| 26 décembre 1964 | Ghana | 5 - 1 | Liberia |  |  |
|                  |       |       |         |  |  |

| 30 décembre 1964 | Côte d'Ivoire | 4 - 2 | Liberia |  |  |
|                  |               |       |         |  |  |

| 31 décembre 1964 | Ghana | 3 - 3 | Guinée |  |  |
|                  |       |       |        |  |  |

| 1er janvier 1965 | Guinée | 3 - 3 | Liberia |  |  |
|                  |        |       |         |  |  |

| 2 janvier 1965 | Côte d'Ivoire | 1 - 0 | Ghana |  |  |
|                |               |       |       |  |  |

### Zone 4
Un tournoi à 5 équipes s’est déroulé à Lagos (Nigeria). 
| Rang | Équipe       | Pts | J | G | N | P | Bp | Bc | Diff |
| ---- | ------------ | --- | - | - | - | - | -- | -- | ---- |
| 1    | Togo         | 7   | 4 | 3 | 1 | 0 | 9  | 4  | +5   |
| 2    | Nigeria      | 6   | 3 | 3 | 0 | 1 | 13 | 3  | +10  |
| 3    | Bénin        | 3   | 3 | 1 | 1 | 2 | 6  | 8  | -2   |
| 4    | Burkina Faso | 3   | 3 | 1 | 1 | 2 | 6  | 10 | -4   |
| 5    | Niger        | 1   | 3 | 0 | 1 | 3 | 4  | 13 | -9   |

| 27 décembre 1964 | Nigeria | 1 - 2 | Togo |  |  |
|                  |         |       |      |  |  |

| 27 décembre 1964 | Niger | 2 - 4 | Bénin |  |  |
|                  |       |       |       |  |  |

| 29 décembre 1964 | Nigeria | 6 - 1 | Burkina Faso |  |  |
|                  |         |       |              |  |  |

| 30 décembre 1964 | Togo | 3 - 0 | Niger |  |  |
|                  |      |       |       |  |  |

| 31 décembre 1964 | Burkina Faso | 2 - 0 | Bénin |  |  |
|                  |              |       |       |  |  |

| 1er janvier 1965 | Nigeria | 4 - 0 | Niger |  |  |
|                  |         |       |       |  |  |

| 2 janvier 1964 | Nigeria | abandon | Bénin |  |  |
|                |         |         |       |  |  |

| 3 janvier 1965 | Togo | 2 - 1 | Burkina Faso |  |  |
|                |      |       |              |  |  |

| 4 janvier 1965 | Togo | 2 - 2 | Bénin |  |  |
|                |      |       |       |  |  |

| 5 janvier 1965 | Niger | 2 - 2 | Ghana |  |  |
|                |       |       |       |  |  |

### Zone 5
Un tournoi en aller et retour est organisé à Léopoldville. Le classement final est le suivant :
- République démocratique du Congo  : 12 pts
- Cameroun : 10 pts
- Centrafrique : 6 pts
- Tchad : 4 pts

### Zone 6
Le tournoi est organisé à Kampala (Ouganda) avec la participation de 3 pays. L’Ethiopie, le Soudan et la Somalie n’ont pas pu rejoindre l’Ouganda à temps pour diverses raisons. 
| Rang | Équipe  | Pts | J | G | N | P | Bp | Bc | Diff |
| ---- | ------- | --- | - | - | - | - | -- | -- | ---- |
| 1    | Ouganda | 2   | 2 | 1 | 0 | 1 | 6  | 4  | +2   |
| 2    | Kenya   | 2   | 2 | 1 | 0 | 1 | 6  | 5  | +1   |
| 3    | Égypte  | 2   | 2 | 1 | 0 | 1 | 5  | 8  | -3   |

| 23 mars 1965 | Ouganda | 1 - 3 | Kenya |  |  |
|              |         |       |       |  |  |

| 25 mars 1965 | Égypte | 4 - 3 | Kenya |  |  |
|              |        |       |       |  |  |

| 27 mars 1965 | Ouganda | 5 - 1 | Égypte |  |  |
|              |         |       |        |  |  |

### Zone 7
Le tournoi a lieu à Dar es Salam (Tanzanie), mais l’absence du Burundi, du Malawi, du Rwanda et de la Zambie le réduit à une double confrontation.
- Madagascar   (5 - 1)   Tanzanie
- Tanzanie   (2 - 1)   Madagascar

## Tournoi final

### Premier tour

#### Groupe A
| Rang | Équipe  | Pts | J | G | N | P | Bp | Bc | Diff |
| ---- | ------- | --- | - | - | - | - | -- | -- | ---- |
| 1    | Mali    | 4   | 3 | 2 | 0 | 1 | 8  | 4  | +4   |
| 2    | Congo   | 4   | 3 | 2 | 0 | 1 | 10 | 5  | +5   |
| 3    | Togo    | 3   | 3 | 1 | 1 | 1 | 5  | 9  | -4   |
| 4    | Ouganda | 1   | 3 | 0 | 1 | 2 | 3  | 8  | -5   |

| 19 juillet 1965 | Congo | 2 - 1 | Ouganda |  |  |
|                 |       |       |         |  |  |

| 19 juillet 1965 | Togo | 2 - 1 | Mali |  |  |
|                 |      |       |      |  |  |

| 20 juillet 1965 | Congo | 7 - 2 | Togo |  |  |
|                 |       |       |      |  |  |

| 20 juillet 1965 | Mali | 5 - 1 | Ouganda |  |  |
|                 |      |       |         |  |  |

| 21 juillet 1965 | Mali | 2 - 1 | Congo |  |  |
|                 |      |       |       |  |  |

| 21 juillet 1965 | Ouganda | 1 - 1 | Togo |  |  |
|                 |         |       |      |  |  |

#### Groupe B
| Rang | Équipe                           | Pts | J | G | N | P | Bp | Bc | Diff |
| ---- | -------------------------------- | --- | - | - | - | - | -- | -- | ---- |
| 1    | Côte d'Ivoire                    | 5   | 3 | 2 | 1 | 0 | 7  | 1  | +6   |
| 2    | Algérie                          | 4   | 3 | 2 | 0 | 1 | 5  | 2  | +3   |
| 3    | République démocratique du Congo | 3   | 3 | 1 | 1 | 1 | 9  | 5  | +4   |
| 4    | Madagascar                       | 0   | 3 | 0 | 0 | 3 | 0  | 13 | -13  |

Les détails des matchs sont les suivants :
| Titulaires :                                                                      |  |
|                                                                                   |  |
| Keyta, Polmezia, Dialo, Warna, Cotta, Badi, Mayaroret, Cami, Manye, Yiefoa, Bivet |  |
| Sélectionneur :                                                                   |  |
| Paul Gévaudan                                                                     |  |

| Titulaires : |  |
| |  |
| Zerga, Melaksou, Bourouba, Ould Bey, Bediar, Zidane Charef, Noureddine Hachouf, Lalmas, Saadi, Aouadj, Bouhizeb (Salhi ) |  |
| Sélectionneur : |  |
| Abderrahmane Ibrir |  |

| Titulaires :                                                                      |  |
|                                                                                   |  |
| Keyta, Polmezia, Dialo, Warna, Cotta, Badi, Mayaroret, Cami, Manye, Yiefoa, Bivet |  |
| Sélectionneur :                                                                   |  |
| Paul Gévaudan                                                                     |  |

| Titulaires : |  |
| |  |
| Zerga, Melaksou, Bourouba, Ould Bey, Bediar, Zidane Charef, Noureddine Hachouf, Lalmas, Saadi, Aouadj, Bouhizeb (Salhi ) |  |
| Sélectionneur : |  |
| Abderrahmane Ibrir |  |

| 19 juillet 1965 | République démocratique du Congo | 7 – 0 | Madagascar |  |  |
|                 |                                  |       |            |  |  |

| 20 juillet 1965 | Côte d'Ivoire | 5 – 0 | Madagascar |  |  |
|                 |               |       |            |  |  |

| Titulaires : |  |
| |  |
| Nassou, Belloucif, Attoui, Zidane Charef, Melaksou, Ould Bey, Berroudji, Abdelkrim Zefzef, Aouadj, Salhi, Noureddine Hachouf |  |
| Sélectionneur : |  |
| Abderrahmane Ibrir |  |

| Titulaires :                                                                                   |  |
|                                                                                                |  |
| Goye (1), Lessa, Katoumba, Bessi, Mellala, Diamtello, Monkili, Mawa, Kellala, Gabega, Goye (2) |  |
| Sélectionneur :                                                                                |  |
| Léon Mokuna                                                                                    |  |

| Titulaires : |  |
| |  |
| Nassou, Belloucif, Attoui, Zidane Charef, Melaksou, Ould Bey, Berroudji, Abdelkrim Zefzef, Aouadj, Salhi, Noureddine Hachouf |  |
| Sélectionneur : |  |
| Abderrahmane Ibrir |  |

| Titulaires :                                                                                   |  |
|                                                                                                |  |
| Goye (1), Lessa, Katoumba, Bessi, Mellala, Diamtello, Monkili, Mawa, Kellala, Gabega, Goye (2) |  |
| Sélectionneur :                                                                                |  |
| Léon Mokuna                                                                                    |  |

| 21 juillet 1965 | République démocratique du Congo | 1 – 1 | Côte d'Ivoire |  |  |
|                 |                                  |       |               |  |  |

| Titulaires : |  |
| |  |
| Nassou, Belloucif, Attoui, Zidane Charef, Melaksou, Ould Bey, Berroudji, Abdelkrim Zefzef, Aouadj, Bendida, Lalmas (Es-Salhi Abdelouaheb) |  |
| Sélectionneur : |  |
| Abderrahmane Ibrir |  |

| Titulaires : |  |
| |  |
| Rakotoarisan, Razafi, Dramira, Jonasevelo, Ravia Rokoto, Rahd Prim, Rosaoa, Randar, Fantatu, Nomma Nana, Ekadisso, Itsanoa |  |

| Titulaires : |  |
| |  |
| Nassou, Belloucif, Attoui, Zidane Charef, Melaksou, Ould Bey, Berroudji, Abdelkrim Zefzef, Aouadj, Bendida, Lalmas (Es-Salhi Abdelouaheb) |  |
| Sélectionneur : |  |
| Abderrahmane Ibrir |  |

| Titulaires : |  |
| |  |
| Rakotoarisan, Razafi, Dramira, Jonasevelo, Ravia Rokoto, Rahd Prim, Rosaoa, Randar, Fantatu, Nomma Nana, Ekadisso, Itsanoa |  |

### Phase finale

#### Demi-finales
| 23 juillet 1965 | Mali           | 2 - 1 ap | Algérie |  |  |
|                 | ? · Keita 136e |          | ?       |  |  |

| 23 juillet 1965 | Congo      | 1 - 0 | Côte d'Ivoire |  |
|                 | M'bono 19e |       |               |  |

#### Matchs  de classement
|  | Togo | 1 - 5 | République démocratique du Congo |  |  |
|  |      |       |                                  |  |  |

|  | Madagascar | 0 - 5 | Ouganda |  |  |
|  |            |       |         |  |  |

#### Match pour la septième  place
|  | Togo | 1 - 0 | Madagascar |  |  |
|  |      |       |            |  |  |

#### Match pour la cinquième place
|  | République démocratique du Congo | 6 - 2 | Ouganda |  |  |
|  |                                  |       |         |  |  |

#### Match pour la troisième place
| 25 juillet 1965 | Côte d'Ivoire | 2 - 0 | Algérie |  |  |
|                 |               |       |         |  |  |

### Finale
| 25 juillet 1965 | Congo | 0 – 0 ap (corners 7- 2) | Mali |  |  |
|                 |       |                         |      |  |  |